# Treasure Box Vol.1
『Treasure Box Vol.1』（トレジャー・ボックス・ヴォリューム・ワン）は、CHAGEがラジオ番組「CHAGEのTreasure Box」で流した音楽を中心に収録したコンピレーション・アルバム。東芝EMIから1999年12月16日に発売された。

## 収録曲
1. ビリーヴ・イン・ラヴ (Do You Believe In Love) / ヒューイ・ルイス&ザ・ニュース (en:Huey Lewis & The News)
2. ホワッツ・ゴーイン・オン (What's Going On) / マーヴィン・ゲイ (en:Marvin Gaye)
3. ドント・ドリーム・イッツ・オーバー (Don't Dream It's Over) / クラウデッド・ハウス (en:Crowded House)
4. リミニッシング (Reminiscing) / リトル・リバー・バンド (en:Little River Band)
5. キングストン・タウン (Kingston Town) / UB40 (en:UB40)
6. 好きにならずにいられない (Can't Help Falling in Love) / コリー・ハート (en:Corey Hart)
7. マイ・シャローナ (My Sharona) / ザ・ナック (en:The Knack)
8. ふたりのときめき (Joyride) / ロクセット (en:Roxette)
9. 君は完璧さ (Do You Really Want to Hurt Me?) / カルチャー・クラブ (en:Culture Club)
10. ハッピー・エヴァー・アフター (Happy Ever After) / ジュリア・フォーダム (en:Julia Fordham)
11. ミリオン・マイルズ (Million Miles From Home) / キザイア・ジョーンズ (en:Keziah Jones)
12. スイート・スティッキー・シング (Sweet Sticky Thing) / オハイオ・プレイヤーズ (en:Ohio Players)
13. あふれる想い (Rush Rush) / ポーラ・アブドゥル (en:Paula Abdul)
14. サーファー・ガール (Surfer Girl) / ザ・ビーチ・ボーイズ (en:The Beach Boys)
15. リヴィング・イヤーズ (The Living Years) / マイク・アンド・ザ・メカニックス (en:Mike + The Mechanics)